# Carlos I da Áustria
Carlos I, IV & III (Persenbeug-Gottsdorf, 17 de agosto de 1887 – Funchal, 1 de abril de 1922) foi o último Imperador da Áustria de 1916 até 1918, também Rei da Hungria e Croácia como Carlos IV e Rei da Boêmia como Carlos III. Era filho do arquiduque Oto Francisco da Áustria e sua esposa a princesa Maria Josefa da Saxônia, tendo ascendido ao trono após a morte de seu tio-avô Francisco José I.
Carlos deliberadamente nunca abdicou oficialmente de seus tronos, passando o resto de sua vida tentando restaurar a monarquia até morrer aos 34 anos em Portugal na Ilha da Madeira, onde foi enterrado. Ele foi beatificado pela Igreja Católica em 2004, quando o papa João Paulo II declarou sua morte ter ocorrido em odor de santidade e reconheceu o seu papel como pacificador durante a guerra, colocando sempre sua fé antes de suas decisões políticas.

## Biografia

### Nascimento
Carlos nasceu em 17 de agosto de 1887, no Castelo de Persenbeug, situado às margens do rio Danúbio. Seu pai era o arquiduque Oto Francisco da Áustria, membro da família imperial austríaca, e sua mãe, Maria Josefa, filha do rei Jorge da Saxônia.
À época de seu nascimento, o imperador Francisco José I contava com um filho herdeiro, o príncipe herdeiro Rodolfo. Carlos, neto do arquiduque Carlos Luís, irmão do imperador, encontrava-se, portanto, bastante distante da linha de sucessão ao trono. A notícia do nascimento do novo arquiduque, que a ninguém parecia destinado a se tornar imperador, foi então divulgada apenas como mais um entre os diversos informes relativos à corte.

### Infância

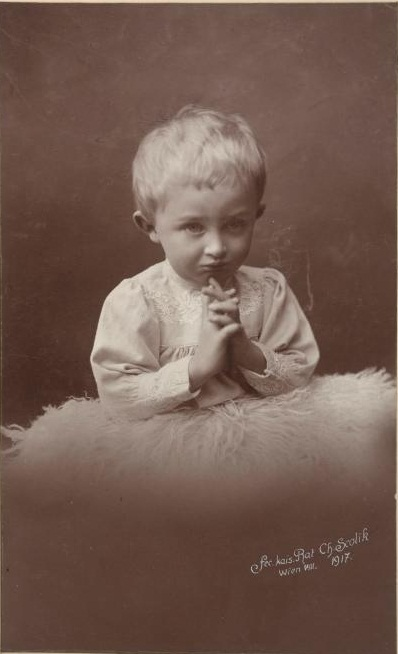
Carlos quando criança em 1889.

Carlos cresceu na propriedade da família, Villa Wartholz, e em Praga, onde seu pai, o arquiduque Oto Francisco, servia como comandante do Exército Imperial, e foi especialmente favorecido por sua mãe, Maria Josefa. O arquiduque Oto Francisco era conhecido por seu comportamento algo problemático, tendo protagonizado um episódio no qual atravessou o saguão do Hotel Sacher vestindo apenas o boné militar e a espada, sem qualquer outra peça de roupa. Por esse motivo, a mãe, Maria Josefa, esforçou-se sobremaneira para proteger Carlos e seus irmãos da má influência paterna.
A educação religiosa que recebeu como parte de seus deveres reais deu a Carlos uma fé devota na Igreja Católica Romana. Carlos nunca faltava às suas orações na capela da sua casa, e todas as noites fazia um exame de consciência e gostava de ir ao santuário da Virgem Maria em Mariazell.

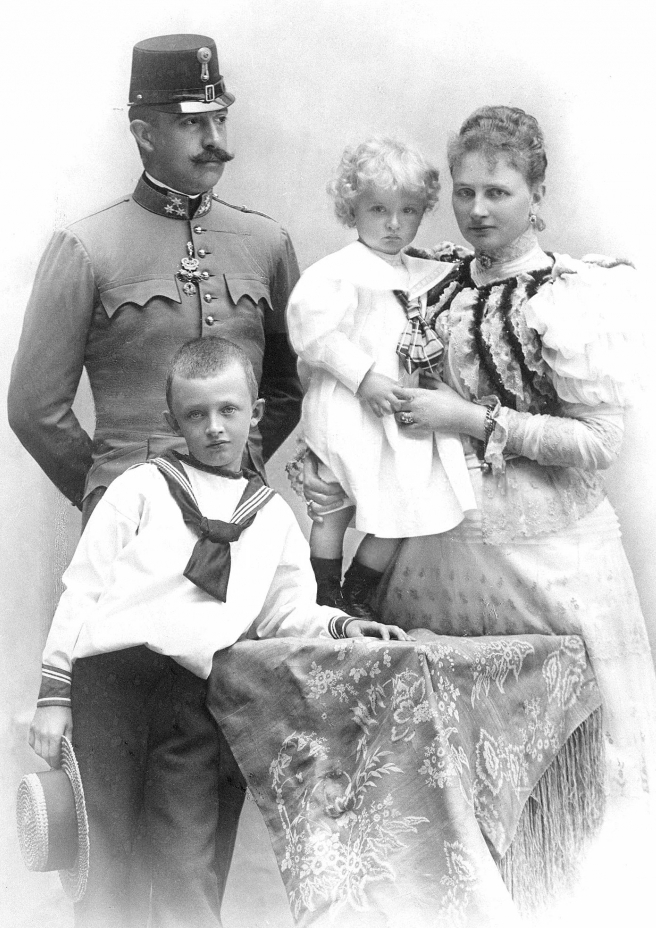
Carlos com os pais e o irmão Maximiliano Eugênio, c. 1900.

Carlos foi educado privadamente, mas, contrariando o costume vigente na família imperial, frequentou um ginásio público, o Schottengymnasium, com o objetivo de participar de demonstrações em disciplinas científicas. Ao concluir seus estudos no ginásio, ingressou no exército, passando os anos de 1906 a 1908 como oficial, principalmente em Praga, onde cursou simultaneamente Direito e Ciências Políticas, conciliando tais estudos com suas obrigações militares.
Em 1896, seu avô, o arquiduque Carlos Luís, morreu e seu tio, o arquiduque Francisco Ferdinando, foi nomeado herdeiro do trono. No entanto, Francisco Ferdinando se apaixonou pela condessa Sofia Chotek, que foi considerada inadequada para o papel de futura imperatriz, e se casou com ela em casamento morganático em 1900, após prometer ao imperador Francisco José I que renunciaria a qualquer reivindicação ao trono para seus descendentes. Isso tornou quase certo que o trono imperial um dia passaria do arquiduque Francisco Ferdinando para seu irmão mais novo, o arquiduque Oto Francisco. Quando seu pai, morreu prematuramente aos 41 anos em 1906 devido a problemas de saúde graves, Carlos se tornou o segundo na linha de sucessão ao trono, depois de seu tio, o arquiduque Francisco Ferdinando.

### Casamento

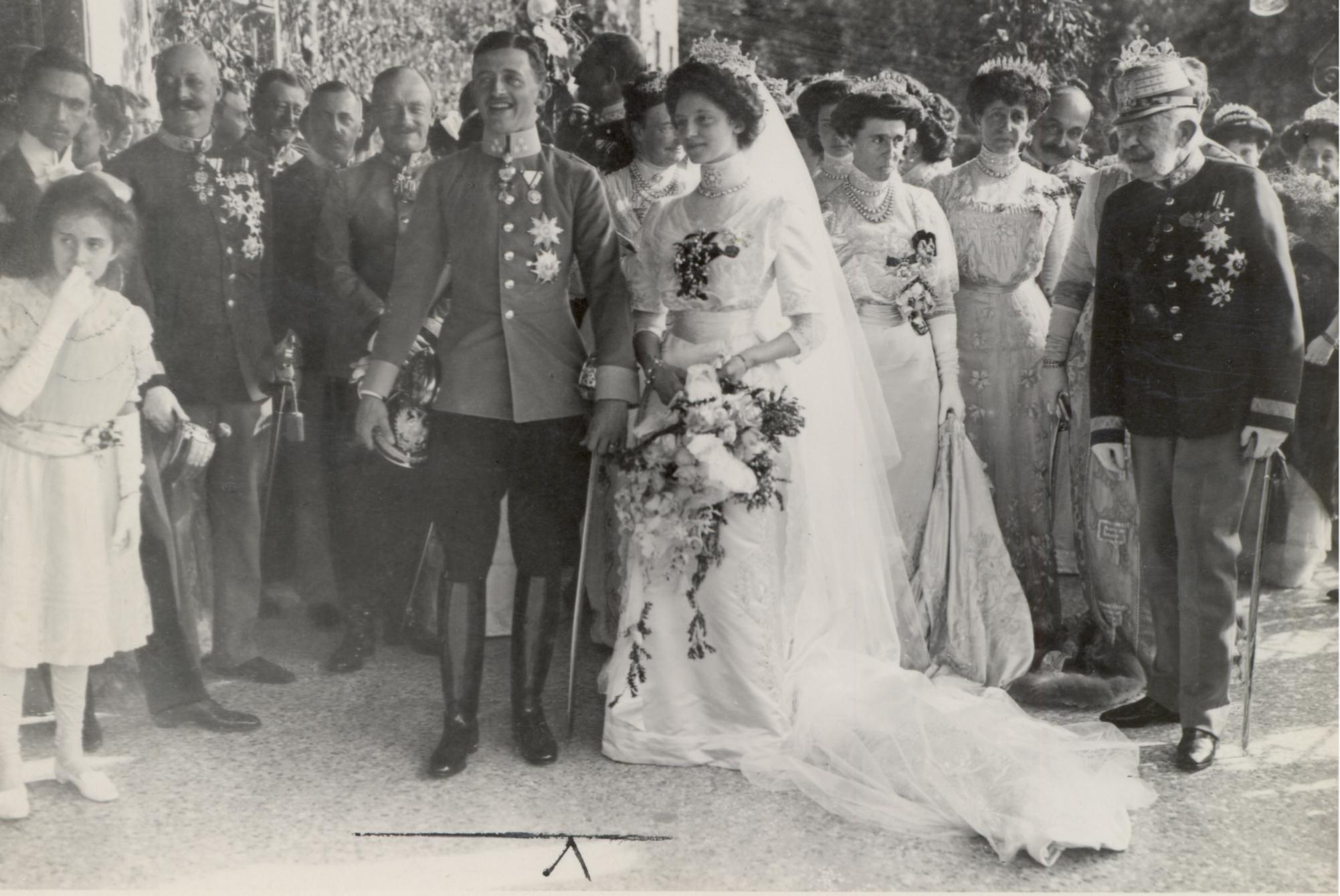
Carlos e Zita de Bourbon-Parma em seu casamento em 21 de outubro de 1911. Nesta ocasião, reuniu-se a maioria dos membros das casas de Habsburgo-Lorena e Bourbon-Parma no Castelo de Schwarzau.

Por meio de um plano meticulosamente elaborado por Maria Teresa de Portugal, Carlos conheceu Zita de Bourbon-Parma em 1909. Maria Teresa era a terceira esposa do falecido arquiduque Carlos Luís, avô de Carlos, sendo, portanto, sua avó por afinidade; além disso, era também tia materna de Zita. A partir desse encontro, Carlos e Zita passaram a manter um relacionamento íntimo, sem que a maioria das pessoas da corte o percebesse.
O imperador Francisco José I considerou casar sua neta, Isabel Francisca, com Carlos, que estava destinado a tornar-se o futuro imperador. No entanto, encontrou resistência por parte da mãe de Carlos, Maria Josefa, que temia o grau de parentesco excessivamente próximo entre os dois. Diante disso, Francisco José I passou então a cogitar o casamento de Carlos com a princesa Margarida da Dinamarca, descendente da Casa de Orléans.
No outono de 1910, Carlos foi convocado por Francisco José I, que lhe ordenou que decidisse, em breve, por uma noiva apropriada. Havia duas exigências para a escolha da futura esposa: ela deveria ser católica e filha de um monarca que governasse ou tivesse governado no passado. Em meados de maio de 1911, Carlos pediu Zita em casamento, e os dois ficaram noivos. Francisco José I, ao ser informado do noivado por Maria Josefa, ficou profundamente surpreso, pois acreditava seriamente que Carlos se casaria com a princesa da Dinamarca e desconhecia a relação séria entre ele e Zita. No entanto, ao saber que Zita era princesa do antigo Ducado de Parma e católica, o velho imperador se mostrou satisfeito e abençoou o noivado.
Em 24 de junho de 1911, o Papa Pio X disse a Zita: Abençoo seu futuro esposo. Ele será o próximo imperador da Áustria. Mesmo após Zita e os demais corrigirem, afirmando que o herdeiro ao trono era o arquiduque Francisco Ferdinando, Pio X reiterou que o próximo imperador seria Carlos. Em 21 de outubro do mesmo ano, realizou-se o casamento de Carlos e Zita no Castelo de Schwarzau.

### Início da Primeira Guerra Mundial
Em 28 de junho de 1914, com o assassinato do herdeiro ao trono, o arquiduque Francisco Ferdinando e sua esposa, durante o atentado de Sarajevo, teve início a Primeira Guerra Mundial. Naquele mesmo dia, durante o horário da refeição, Carlos e Zita estranharam a demora na chegada do prato principal. Logo em seguida, um camareiro entrou na sala trazendo um telegrama. Ao lê-lo, Carlos empalideceu e disse apenas a Zita: O tio Francisco foi assassinado.
Pouco depois, Carlos recebeu uma carta do então Papa Pio X. Nela, o pontífice aconselhava Carlos a alertar o imperador sobre os riscos que aquela guerra poderia representar. No entanto, Carlos vinha sendo sistematicamente afastado do centro político de Viena e jamais fora consultado sobre a possibilidade de declarar guerra. De fato, ele tomou conhecimento do ultimato enviado ao Reino da Sérvia apenas por meio de uma ligação telefônica de um contato do meio bancário. Apesar de ter se tornado o novo herdeiro ao trono, Carlos foi deixado de lado, o que lhe causou profunda frustração, embora isso posteriormente tenha servido para provar que ele não teve qualquer responsabilidade pelo início do conflito.
A pedido do próprio imperador Francisco José I, pouco tempo após o início da guerra, Carlos e sua família passaram a residir com ele no Palácio de Schönbrunn. O velho imperador tinha grande confiança no arquiduque, afirmando: Tenho Carlos em alta estima. Ele sempre expressa sua opinião com clareza, mas quando percebo que estou decidido, ele não insiste em contrariar-me.

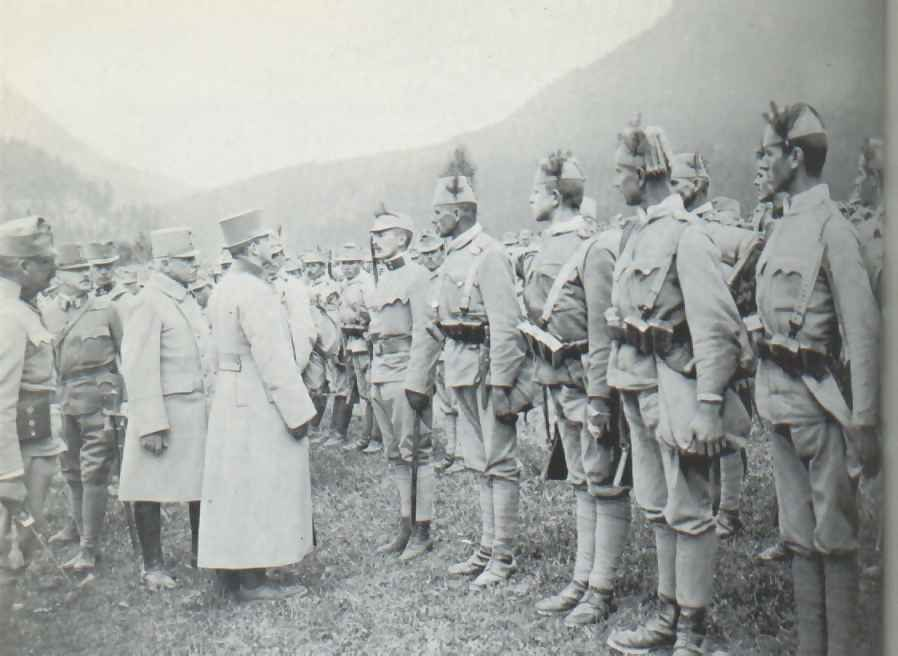
Carlos inspecionando tropas bósnias na frente do rio Isonzo em 1915.

No entanto, mesmo após o início da guerra, o chefe do Estado-Maior, Franz Conrad von Hötzendorf, não ofereceu a Carlos oportunidades reais de ação. Sua agenda era preenchida com atividades cerimoniais, como recepções, audiências e visitas a campos de treinamento; compromissos que não envolviam funções efetivas. Apenas em julho de 1915 Carlos foi finalmente nomeado para o círculo íntimo do imperador, passando a ter acesso a relatórios já aprovados. Também começou a receber lições de política dos primeiros-ministros da Áustria e da Hungria, mas esse período de aprendizado foi breve. Atendendo a pressões que exigiam o afastamento do jovem arquiduque da esfera de influência, Francisco José I acabou cedendo, e Carlos foi então designado para servir na recém-criada 20ª Divisão Italiana.
Na campanha italiana, durante a Batalha do Isonzo, Carlos, apesar de ser o herdeiro ao trono, não hesitou em saltar na água para salvar um soldado que se afogava. Segundo o capelão militar Rodolfo Spizzl, durante uma extenuante marcha rumo a Asiago, Carlos intercedeu em favor de um soldado ferido que não conseguia mais caminhar, garantindo-lhe assistência.

### Ascensão ao trono
Em 12 de novembro de 1916, Carlos, que se encontrava na frente italiana, retornou a Viena ao ser informado do agravamento do estado de saúde do imperador Francisco José I. Na manhã do dia 21 daquele mês, apesar da febre alta, o velho imperador ainda examinava documentos em seu gabinete e, ao saber que Carlos e Zita haviam vindo visitá-lo, teve ânimo suficiente para tentar vestir seu uniforme militar. Contudo, na tarde do mesmo dia, teria suspirado e dito: Assumi o trono em tempos conturbados, e agora devo passá-lo em tempos ainda mais difíceis…. Naquela mesma noite, às 21h05, o imperador Francisco José I faleceu aos 86 anos. Carlos foi então proclamado imperador da Áustria com o nome de Carlos I.
Como novo soberano, Carlos iniciou imediatamente uma série de reformas na corte. Aboliu os cerimoniais excessivamente pomposos, introduziu inovações tecnológicas como o telefone, e reformulou as normas de funcionamento e os costumes sociais da corte. Passou a permitir que os funcionários húngaros utilizassem sua língua materna e aboliu a exigência do uso de fraque nas audiências com o imperador. O ajudante-de-ordens Albert von Margutti descreveu o ritmo das reformas de Carlos I como "um furacão, sem qualquer consideração por medidas de transição".
Diferentemente de Francisco José I, que mantinha hábitos e rotinas de forma inflexível, Carlos I frequentemente cancelava planos com a simples justificativa de que os achava "desagradáveis". Sua forma de tomar decisões rápidas e frequentemente improvisadas levou os membros da corte a apelidá-lo de "Carlos das ideias repentinas".
Em 30 de dezembro de 1916, Carlos foi coroado como rei da Hungria com o nome de Carlos IV. Como a tradição determinava que um soberano húngaro só era reconhecido legitimamente se coroado com a Coroa de Santo Estêvão, uma cerimônia solene e esplendorosa foi realizada na Igreja de Matias, em Budapeste, apesar do contexto de guerra. Durante a coroação, Carlos fez o seguinte juramento: "Manteremos as fronteiras da Hungria e de seus territórios vizinhos como até agora, sem qualquer redução, buscando, sempre que possível, sua ampliação". Embora, enquanto arquiduque, Carlos cultivasse secretamente o projeto de transformar o Império em uma federação plena, esse juramento evidenciava um obstáculo significativo à implementação de tal novo sistema.

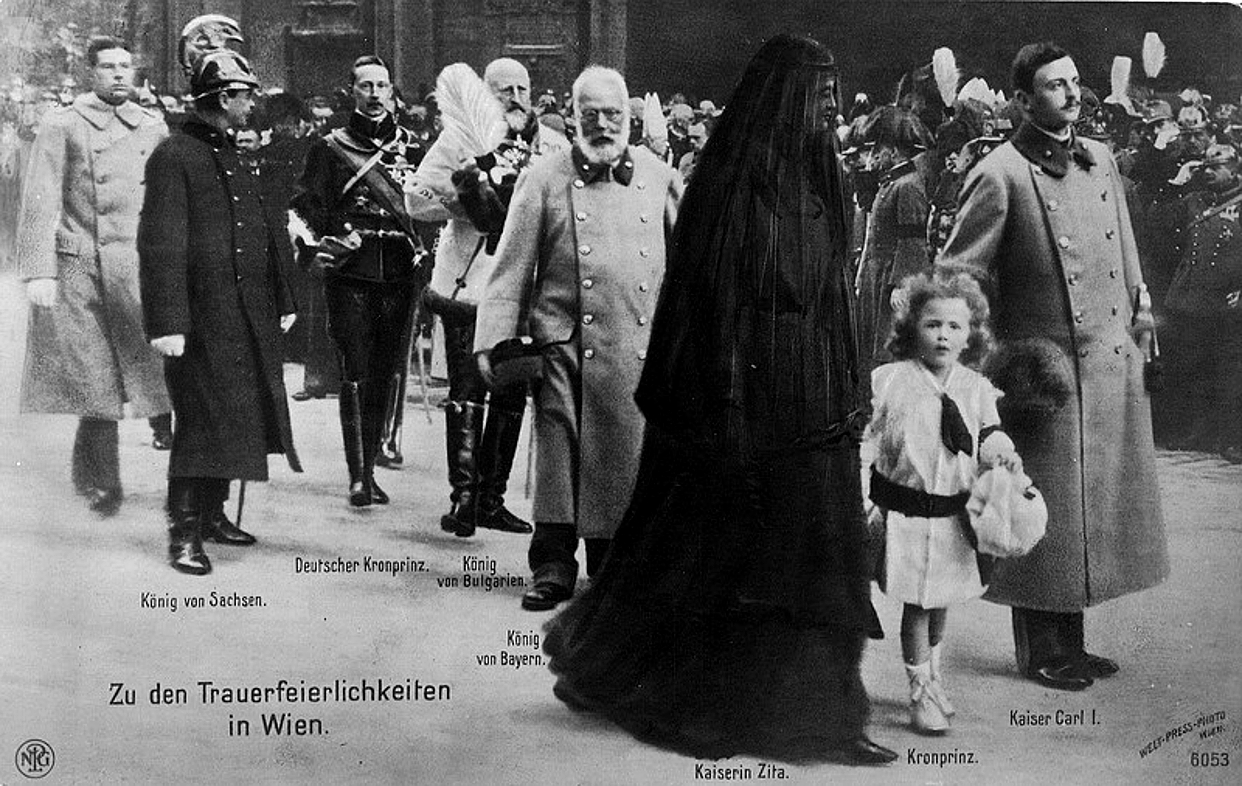
Carlos no cortejo fúnebre de Francisco José I até a Cripta dos Capuchinhos. Tradicionalmente, o novo imperador ficava sozinho atrás do caixão do falecido, seguido pelo príncipe herdeiro e pela imperatriz, mas Carlos aboliu o estilo habitual e ficou ao lado da esposa Zita e do filho Oto.
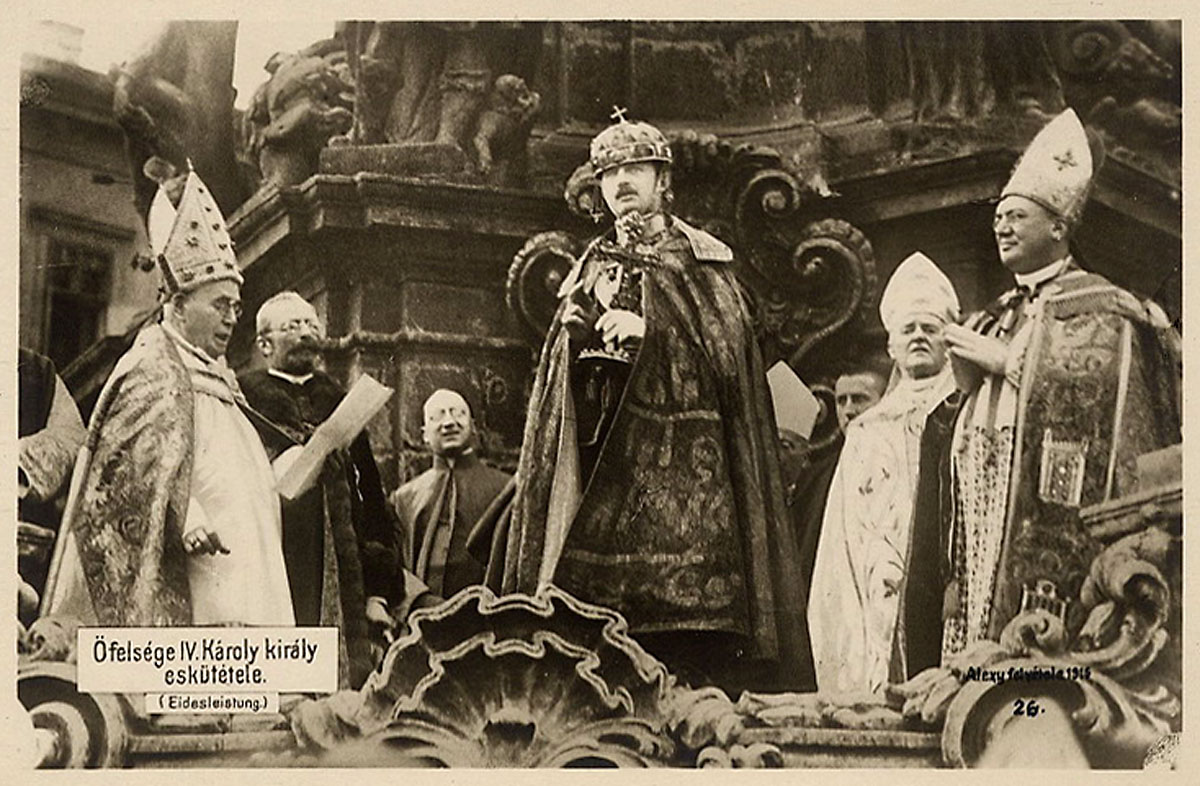
Juramento de Carlos como rei da Hungria.
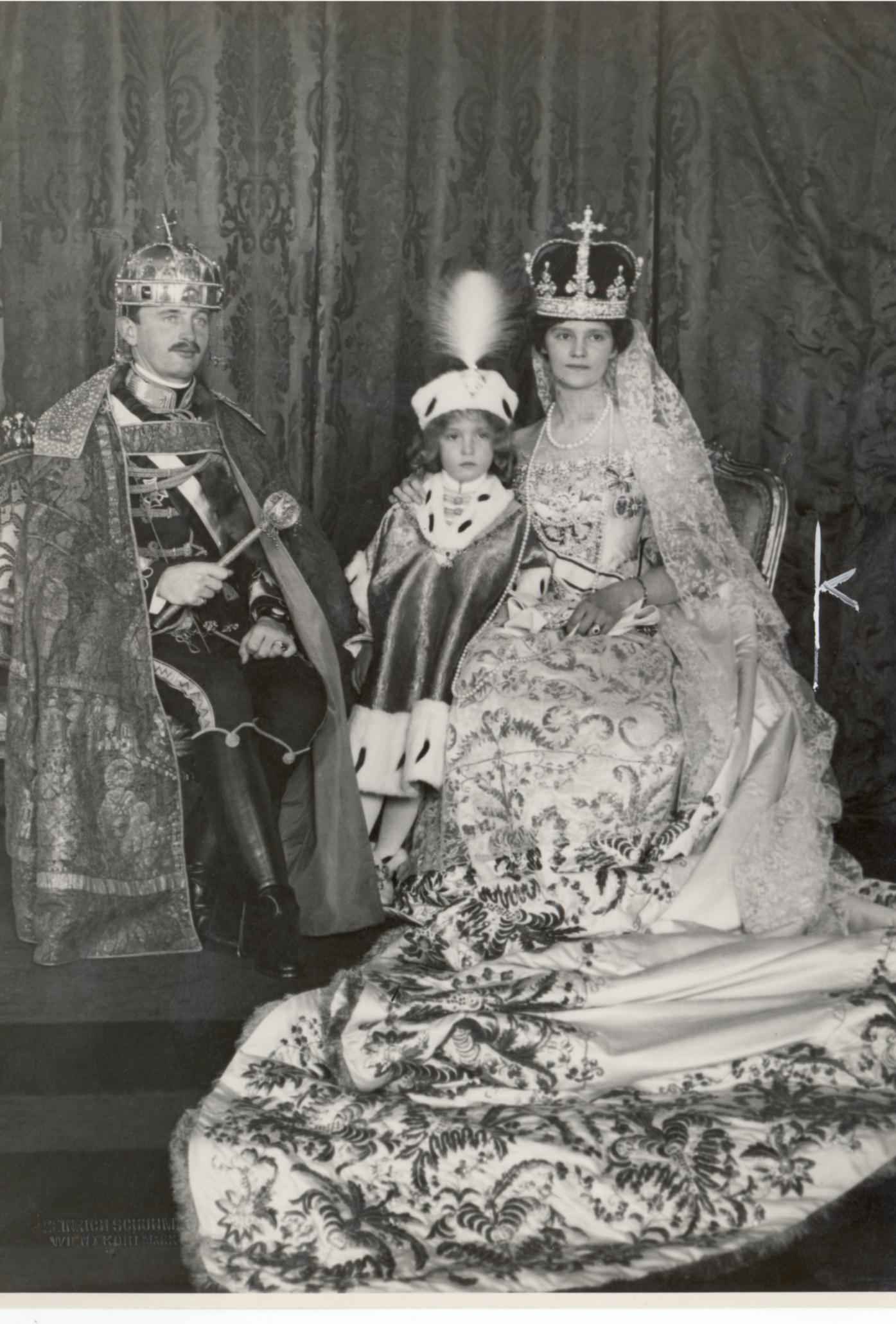
Carlos IV da Hungria, com a rainha Zita e o príncipe herdeiro Oto, após a coroação em Budapeste, 1916.

### O Caso Sixto

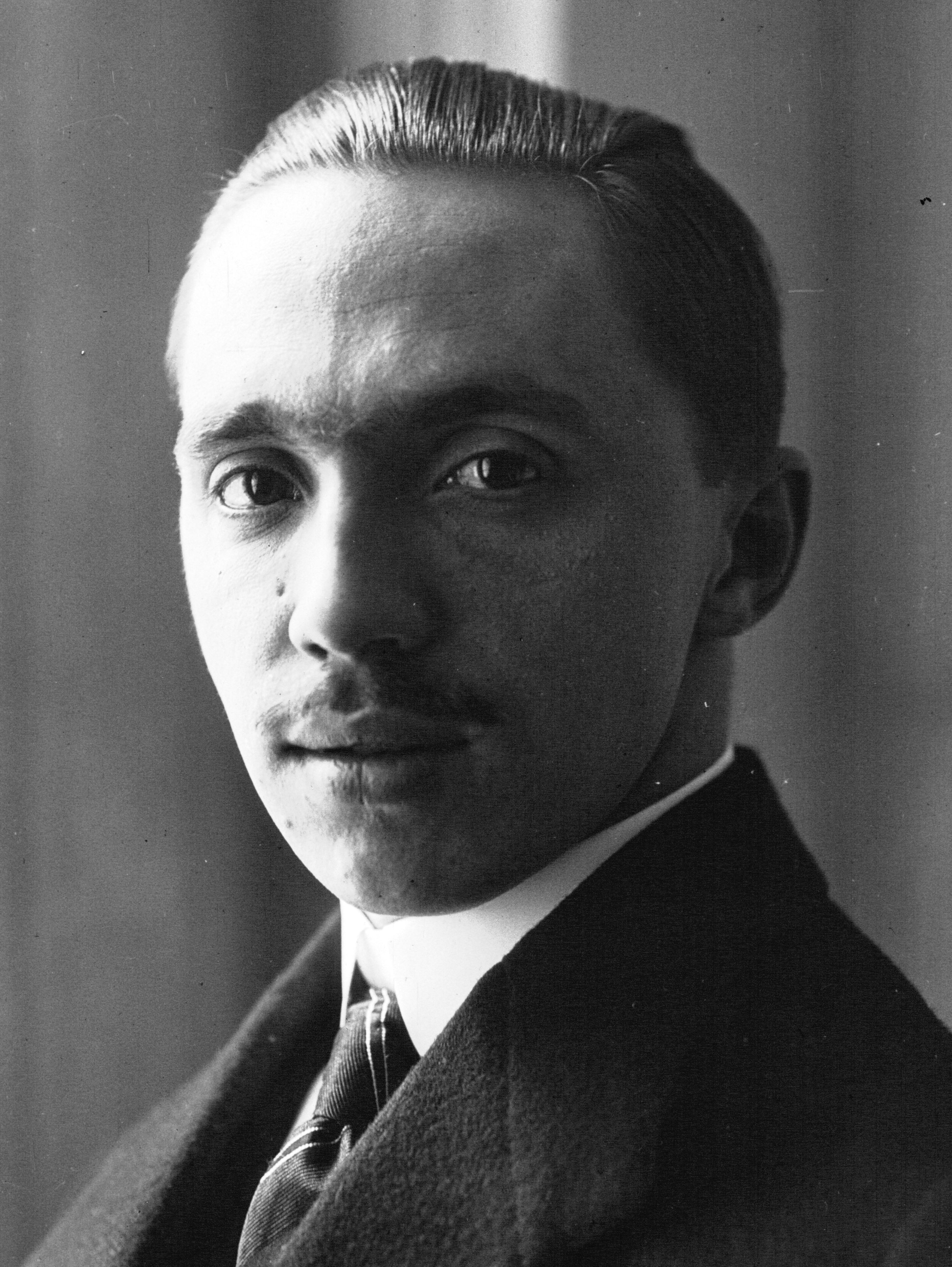
Sixto de Bourbon-Parma, irmão da imperatriz Zita.

Na noite de 23 de março de 1917, no Castelo de Laxemburgo, o imperador Carlos manteve uma reunião secreta com os dois irmãos da imperatriz Zita, os príncipes Xavier e Sixto de Bourbon-Parma. O objetivo desse encontro era tentar negociar uma paz separada entre o Império Austro-Húngaro e o Reino Unido e a França, sem a participação do aliado Império Alemão, que estava interessado apenas na vitória. Enquanto a Alemanha ainda dispunha de recursos, a situação da Áustria-Hungria era crítica, especialmente no tocante ao abastecimento alimentar, e o país já não possuía forças suficientes para continuar a guerra.
Carlos demonstrava sincera preocupação com os soldados na linha de frente e com a população civil que enfrentava privações severas. Segundo testemunhos, em várias ocasiões, ao visitar a frente de batalha, Carlos teria chorado ao ver o sofrimento dos combatentes. Em certo momento, diante de um fotógrafo, o imperador declarou em lágrimas: Ninguém pode justificar-se perante Deus por algo assim. É preciso acabar com isso o quanto antes.
Motivado por esse desejo de encerrar a guerra o mais rapidamente possível, Carlos empreendeu a tentativa de paz separada. O imperador escreveu uma carta em francês, teoricamente dirigida ao seu cunhado, mas que ele deveria transmitir ao presidente francês, Raymond Poincaré.
Entre os pontos destacados na carta estavam:
- Apoio à reconstrução da Bélgica;

- Garantia de independência ao Reino da Sérvia, incluindo acesso ao mar Adriático;

- Concordância com a cessão de Constantinopla à Rússia, uma vez que a situação em São Petersburgo estivesse estável após a abdicação do czar Nicolau II.

A carta continha ainda a seguinte declaração explícita:
Informarei o presidente francês, Raymond Poincaré, confidencialmente, por meio de Sixto. Como aliado, ele reconheceu o retorno da Alsácia-Lorena (antigamente parte do Império Alemão) à França como legítimo e pretendia usar todos os meios disponíveis para apoiar isso.
O governo francês vinha articulando, desde o período em que o imperador Francisco José I ainda era vivo, uma paz separada com o Império Austro-Húngaro, tendo como intermediário o príncipe de Parma. A intenção da França era estabelecer contato entre o príncipe e o herdeiro ao trono, Carlos; contudo, como este não dispunha de qualquer autoridade à época, o plano não passou da fase de concepção. Com a ascensão de Carlos ao trono, a França instou o príncipe de Parma a dar início às negociações. Assim, essas tratativas de paz separada foram resultado da convergência de interesses entre a França e o Império Austro-Húngaro.
No entanto, em 1918, o primeiro-ministro francês, Georges Clemenceau, tornou públicas essas negociações secretas. Inicialmente, Carlos negou ter escrito qualquer carta; posteriormente, admitiu a existência do documento, mas alegou que ele não continha qualquer menção ao "apoio às legítimas reivindicações de restituição da França". O alto comando militar alemão reagiu com extrema indignação às negociações secretas de Carlos. No interior do Império Austro-Húngaro, a sequência de declarações falsas atribuídas ao imperador abalou seriamente a credibilidade da casa imperial. O fato de o casal imperial ter tentado ceder territórios do aliado Império Alemão provocou a indignação dos nacionalistas germânicos. Essa crise foi amplamente explorada por propagandistas antimonarquistas, e a imperatriz Zita, pertencente à Casa de Bourbon-Parma, com origens tanto na França quanto na Itália, ambas inimigas do Império, passou a ser alvo de severas críticas.
| “ | Entre os líderes das nações envolvidas na guerra, apenas o Imperador Carlos da Áustria era um homem íntegro, mas ninguém queria ouvi-lo. Ele realmente queria paz, mas por isso era desprezado por todos. Assim, uma oportunidade única foi perdida. — Crítico Anatole France | ” |

### Proclamação de novembro de 1918

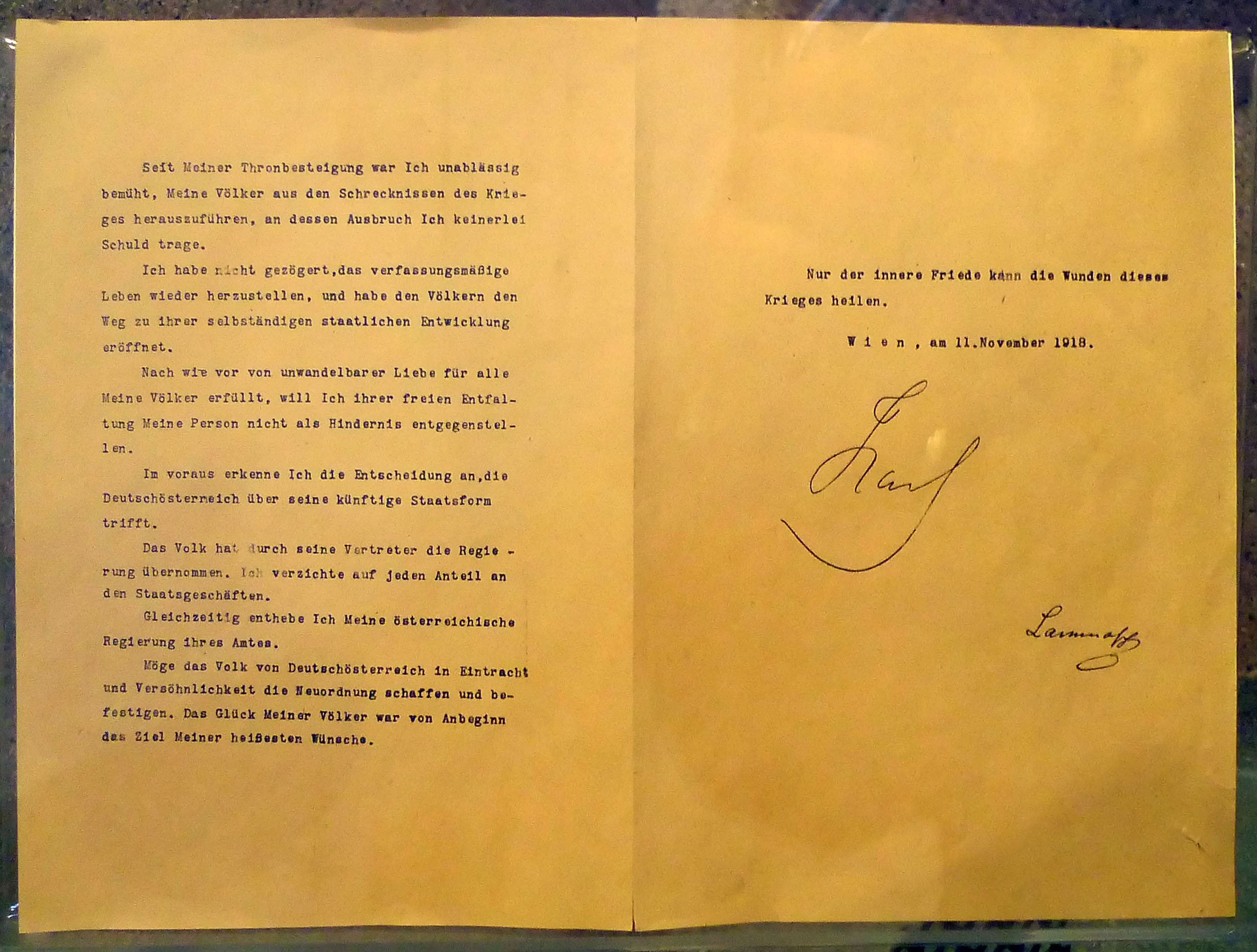
O documento de "não intervenção nos assuntos de Estado" assinado por Carlos no Palácio de Schönbrunn.

Em 9 de novembro de 1918, o kaiser Guilherme II da Alemanha abdicou. Pouco tempo depois, após a eleição de um governo liderado pelo Partido Social-Democrata da Alemanha, os sociais-democratas austríacos começaram a exigir que o imperador austríaco também abdicasse. Embora o Partido Social Cristão fosse um partido monarquista, eles também concordaram com a abdicação do imperador.
Em 11 de novembro, às 15h, no Palácio de Schönbrunn, Carlos assinou um documento em que declarava não intervenção nos assuntos de Estado e a dissolução do então governo:
A responsabilidade pela guerra presente não recai sobre mim; contudo, desde a minha ascensão ao trono, tenho envidado constantes esforços para libertar o povo da calamidade abominável do conflito. Não nutro qualquer intenção de impedir que o povo estabeleça uma vida nacional conforme os preceitos constitucionais e trilhe o caminho para o desenvolvimento de um Estado independente. O meu amor pelo povo permanece inalterado, e não considero digno que eu próprio me torne obstáculo ao futuro de uma nação que aspira voar rumo à liberdade. Desde tempos anteriores, venho reconhecendo a ordem estatal futura conforme decidida pelo Governo Provisório da Áustria Alemã. O povo será doravante confiado às mãos dos representantes do governo. Declaro, assim, que renuncio à execução de todos os atos de governo, bem como à dissolução do atual gabinete. É meu mais sincero desejo que o povo, em espírito de unidade e concórdia, estabeleça uma nova ordem estatal. A felicidade do povo tem sido, desde o início, a mais fervorosa das minhas preces, e apenas mediante a paz interna será possível curar as feridas da guerra.
O texto foi redigido pelo chanceler Heinrich Lammasch e pelo ministro do Interior Edmund von Gayer, tendo sido apresentado a Carlos por volta das 11 horas da manhã daquele mesmo dia. Ao lê-lo, Carlos enfureceu-se, exclamando: Isto não é uma declaração de abdicação?! Eu não tenho intenção alguma de abdicar! Em seguida, o rascunho final foi mostrado à imperatriz Zita, que igualmente reagiu com indignação, afirmando: Isto não é nada além de uma abdicação!, mas Lammasch e Gayer asseguraram-lhe que o termo "renúncia" se referia apenas aos atos de governo, e não à dignidade imperial. Quando Carlos decidiu assinar o documento, às 15 horas, a informação de que o "imperador havia abdicado" já havia sido amplamente divulgada ao público por meio de cartazes nas ruas.
Dois dias depois, em 13 de novembro, Carlos assinou um documento similar, desta vez renunciando ao exercício do governo na Hungria. Também nessa ocasião, reiterou sua posição ao declarar: Jurei perante Deus tornar-me rei da Hungria. Somente Deus pode decidir se esse juramento deve ou não ser anulado, deixando claro que sua concepção de autoridade baseava-se na teoria do direito divino dos reis, e recusando-se expressamente a abdicar da coroa húngara.

### Partida da Áustria

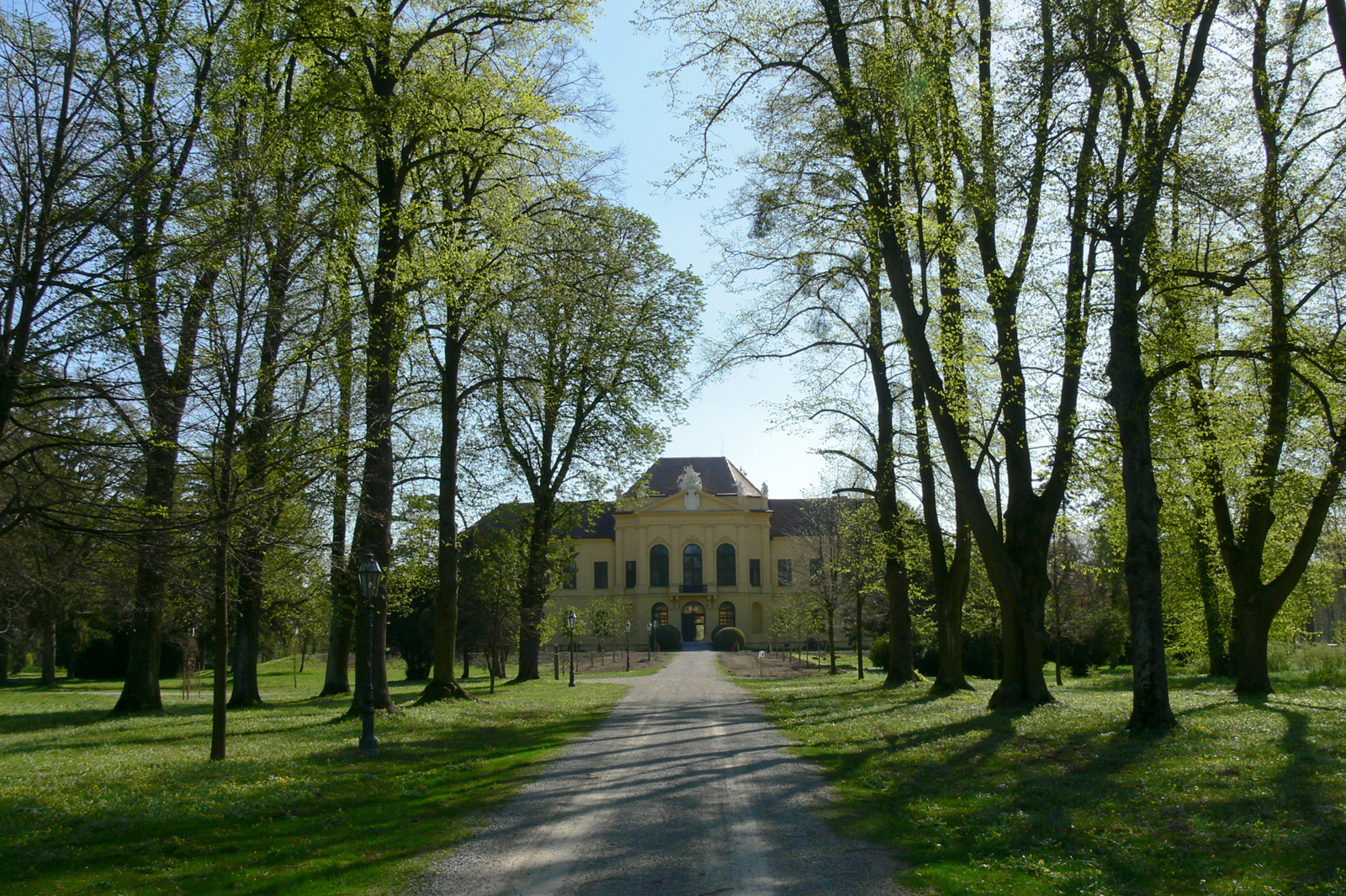
O Castelo Eckartsau, local em que Carlos e sua família passaram os quatro meses seguintes à declaração de "não intervenção em assuntos de Estado".

A família imperial deixou o Palácio de Schönbrunn no mesmo dia da declaração de "não intervenção em assuntos de Estado". Acompanhada por uma comitiva de 24 guardas, a família mudou-se para o Castelo Eckartsau.
Em janeiro de 1919, o primeiro chanceler da República, Karl Renner, visitou-os em Eckartsau. Carlos recusou-se a conceder uma audiência, enviando em vez disso o seu ajudante de campo, o Conde Ledecowski, para falar em seu nome. A essência da mensagem de Renner consistia em uma recomendação para que Carlos deixasse o país o quanto antes, alegando que "elementos imprudentes poderiam vir a tomar atitudes imprevisíveis e violentas". Carlos, então, começou a considerar seriamente a possibilidade de desertar para a Suíça.

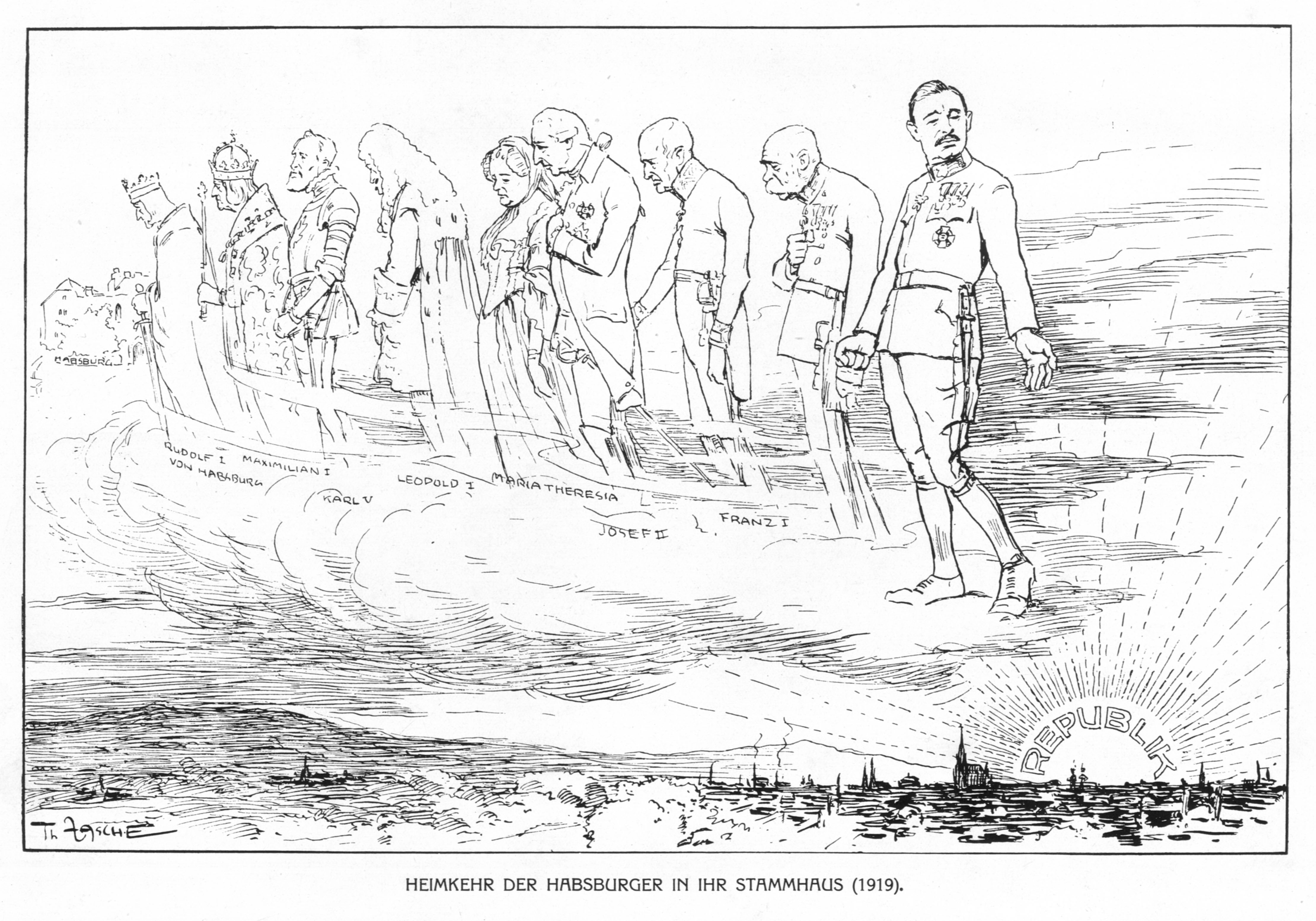
Caricatura de 1919 representando o alvorecer da República. "A dinastia medieval dos Habsburgos está deixando a Áustria". Na vanguarda da procissão figura o Castelo Habsburgo, o berço da dinastia, seguido por Rodolfo I, o seu fundador. Na retaguarda, encerrando o cortejo, encontra-se Carlos I.

O governo britânico, tendo recebido informações de "fontes confiáveis" sobre o iminente massacre da família imperial austríaca, foi coagido a cooperar ativamente na saída dos Habsburgos, pois eles foram acusados de terem permitido que os Romanov fossem executados durante a Revolução Russa, apesar de serem parentes da família real britânica.
O coronel Edward Lyle Strutt, que havia sido enviado pelo Reino Unido, estava em conflito feroz com o chanceler Renner sobre a Casa de Habsburgo. Renner ficou furioso, ameaçando prendê-lo e não permitir que ele deixasse o país a menos que o imperador abdicasse. O coronel Strutt, no entanto, havia preparado um telegrama com antecedência que alertava Renner de que o governo austríaco está impedindo o imperador de deixar o país. Estamos ordenando a construção de barricadas e o congelamento de todos os suprimentos de socorro destinados à Áustria.
Em 23 de março, a família imperial deixou a Áustria.
| “ | Desde 11 de novembro de 1918, a Assembleia Nacional Provisória do Governo da República Austro-Alemã tem deliberado como se eu e minha família jamais tivéssemos existido. [...] Em meio ao tumulto dos tempos de guerra, herdei o trono com o firme desejo de trazer a paz ao povo. Desejei ser, para eles, um pai da pátria sincero e benevolente... — Declaração feita por Carlos na estação ferroviária de Feldkirch, no extremo oeste da Áustria, em 24 de março de 1919 | ” |

Naquela época, para evitar provocar o Exército Vermelho, a declaração de Carlos foi enviada apenas ao Papa em Roma e ao primeiro-ministro austríaco. Em 27 de março, Karl Renner apresentou ao Conselho Nacional um projeto de lei declarando que "a Casa de Habsburgo perde permanentemente todos os direitos de soberania e demais privilégios". Esse projeto foi aprovado em 3 de abril, resultando não apenas na expropriação dos bens vinculados à Coroa, mas também na desapropriação da maior parte das propriedades privadas da família Habsburgo em favor da república. Os poucos bens restantes foram posteriormente confiscados como forma de cobrança de impostos sobre o patrimônio.

### A tentativa de recuperar o trono da Hungria
A atitude da Suíça em relação à família imperial foi amistosa e repleta de respeito. Antes da entrada no país, houve consideráveis críticas por parte de organizações antimonarquistas, mas, com o tempo, as críticas a Carlos silenciaram-se. Até mesmo jornais de tendência radical passaram a valorizar os esforços do casal imperial em prol da paz, enquanto os jornais conservadores chegaram a expressar uma recepção calorosa.
Em 21 de março de 1919, o governo do presidente da república Mihály Károlyi foi derrubado por comunistas liderados por Béla Kun, da República Soviética Húngara. Como Kun e seus aliados buscavam estabelecer um governo comunista radical, muitos proprietários e políticos húngaros exilaram-se no exterior, especialmente em Viena. Contra o novo governo, figuras como Miklós Horthy se rebelaram e conseguiram derrubá-lo. Após diversos reveses, a Assembleia Nacional da Hungria decidiu restaurar a monarquia como forma de governo.
Embora tivesse sido forçado a assinar a declaração de suspensão da autoridade real no Castelo Eckartsau, legalmente Carlos continuava sendo o rei Carlos IV, razão pela qual as autoridades suíças também procuraram restaurá-lo ao trono. Na Hungria, o cenário era caótico: havia quem desejasse o retorno de Carlos, quem preferisse outro Habsburgo que não ele, quem defendesse uma nova dinastia e até mesmo opositores da monarquia em geral. Carlos decidiu visitar a Hungria o mais rápido possível para reafirmar sua condição de rei do país.

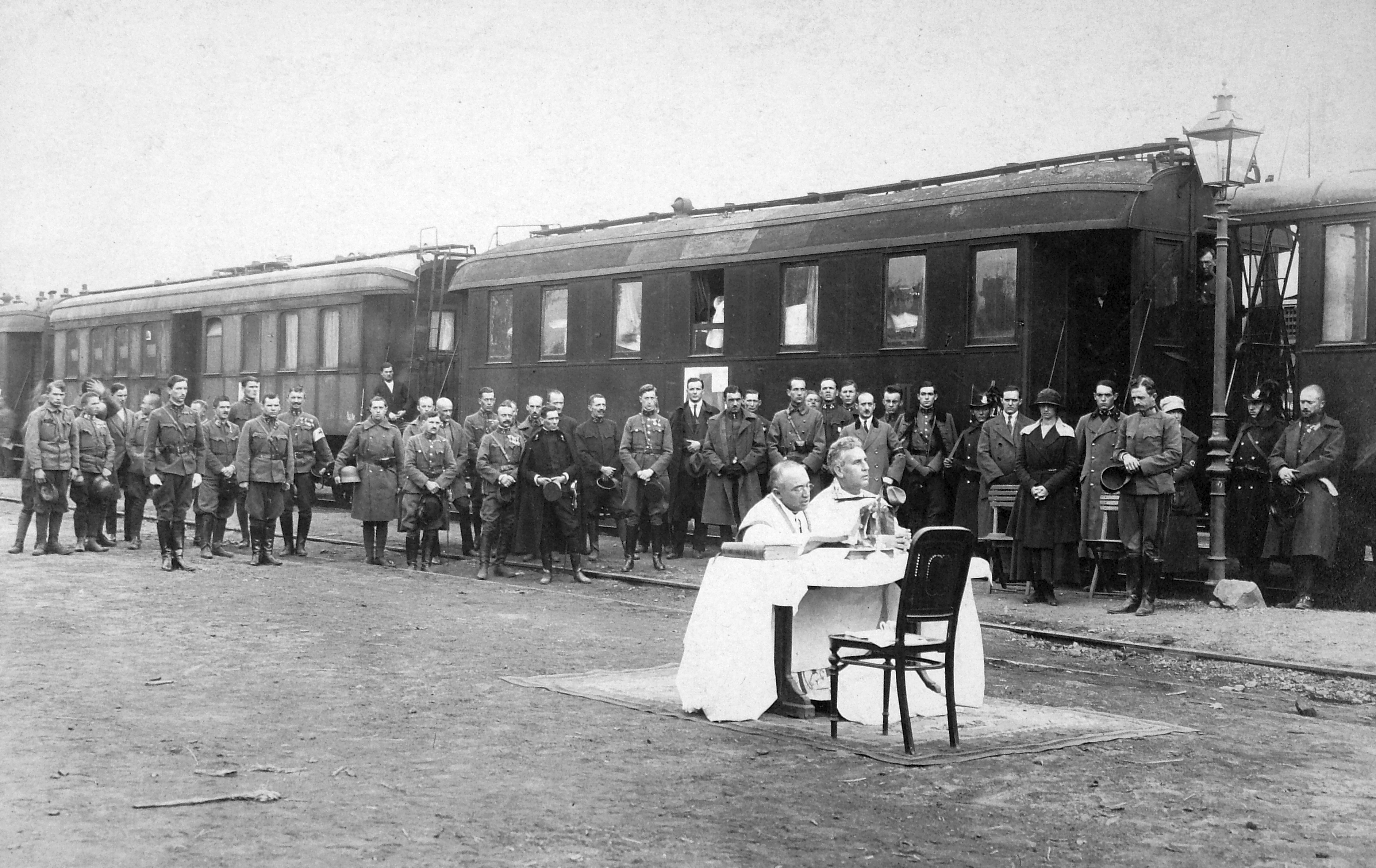
Carlos e Zita assistindo uma celebração religiosa após a tentativa fracassada de restaurar o poder na Hungria, em 1921.

Em março de 1921, ao entrar na Hungria, Carlos foi recebido por oficiais legitimistas como o alto funcionário do governo Antal Lehár. O primeiro-ministro húngaro Pál Teleki também veio ao seu encontro e declarou: Majestade, há duas opções! Ou retorna agora à Suíça, ou marcha sobre Budapeste!; Carlos escolheu a segunda opção O então regente Miklós Horthy, embora monarquista, após inicialmente dar boas-vindas ao retorno de Carlos, viu-se sob pressão dos países vizinhos Tchecoslováquia e Iugoslávia, que começaram a mobilizar tropas. Isso forçou Horthy a optar entre o exílio de Carlos ou a guerra. Após refletir, decidiu, com o apoio unânime do Parlamento Húngaro, pedir a Carlos que deixasse o país para proteger o povo. De modo que, a primeira tentativa de Carlos de recuperar o trono foi frustrada.
Seis meses depois, com István Bethlen substituindo Teleki como primeiro-ministro, e sob um regime de governo autoritário moderado liderado por Horthy, a repressão sistemática aos apoiadores do rei se intensificou. Os militares leais ao rei, que já consideravam Horthy uma figura perigosa, ansiavam pela entrada de Carlos em Budapeste. Diante dessa conjuntura, Carlos decidiu entrar novamente na Hungria. Deixou os filhos na Suíça e viajou com a imperatriz Zita, grávida, em um avião rumo ao país. Em outubro de 1921, Carlos pisou novamente em solo húngaro, mas essa nova tentativa também fracassou. A Câmara dos Comuns britânica, em sessão secreta, pressionou o Secretário de Relações Exteriores, Sir George Curzon, a retirar Carlos da Hungria. Foi decidido que ele seria transportado por um navio de guerra britânico que navegava pelo Mar Negro.

### Exílio na Madeira e morte
Às 15 horas do dia 19 de novembro, o navio de guerra britânico que transportava o casal imperial Carlos e Zita chegou à ilha da Madeira, território de Portugal no Oceano Atlântico. O casal foi calorosamente recebido pelos habitantes da ilha e lhes foi concedida uma residência relativamente confortável no Funchal, chamada Villa Victoria. No entanto, a fortuna da família imperial estava praticamente esgotada, e, em meados de fevereiro de 1922, foram obrigados a mudar-se para um chalé em condições precárias nas montanhas. Segundo o diário de Zita, poucos dias após o desembarque na ilha, o cônsul britânico entregou uma carta com a seguinte proposta: se Carlos renunciasse formalmente ao trono, não apenas os bens da coroa confiscados pelos antigos países da monarquia Habsburgo seriam devolvidos, como também o Reino Unido ofereceria auxílio financeiro. Carlos, contudo, teria respondido: Digam a todos que minha coroa imperial não está à venda.
| “ | Não havia eletricidade, havia apenas um banheiro, e a moradia era extremamente apertada. Como a lenha usada para aquecimento era verde, a fumaça enchia constantemente os cômodos, mesmo assim, o aquecimento era indispensável. A luz solar mal entrava no local, o que fazia com que sentissem saudades da vida em Funchal. Ali, os quartos estavam sempre cobertos de mofo. O imperador não podia comer carne nem mesmo no jantar; sua alimentação era simples, composta apenas por vegetais e knödels (bolinhos de massa). No parto da imperatriz, não houve parteira nem médico, apenas uma babá inexperiente apareceu para ajudar. — Assistente da família imperial sobre a vida dos Habsburgos exilados na Madeira | ” |

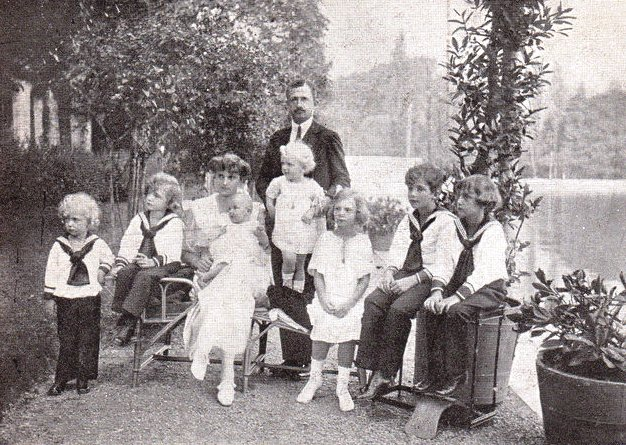
A família imperial no exílio na Madeira, em 1922.

Em 9 de março, Carlos saiu com os filhos até o Funchal para comprar um presente de aniversário de 4 anos para seu quarto filho, Carlos Luís. Durante essa saída, acabou pegando um resfriado, mas, preocupado com os custos médicos, decidiu não consultar um médico. A doença foi se agravando gradualmente, até que Carlos passou a sofrer de dificuldades respiratórias. Zita, alarmada, chamou um médico, que diagnosticou que um dos pulmões já estava comprometido. Apesar dos esforços para tratá-lo, a infecção se espalhou e atingiu também o outro pulmão. De seu leito de morte, Carlos teria dito a Zita: Preciso sofrer para que meu povo possa um dia voltar a estar unido.
Carlos deixou um testamento no qual disse a Zita: De agora em diante, contarei com o rei Afonso XIII da Espanha, que prometeu ajudar minha família. A declaração de que não sou rei da Hungria é inválida. Carlos morreu às 12h23 do dia 1 de abril de 1922. Ele tinha apenas 34 anos. Afonso XIII declarou mais tarde que na noite da morte de Carlos, ele de repente sentiu o dever de cuidar de Zita e seus filhos. Estima-se que 30.000 pessoas compareceram ao seu funeral.
Zita faleceu em 14 de março de 1989, aos 96 anos, mais de sessenta anos após a morte de Carlos. Seu funeral foi celebrado em 1 de abril na Catedral de Santo Estêvão, em Viena, data escolhida propositalmente por coincidir com o aniversário da morte de Carlos, em 1922, na ilha da Madeira. Os corações de Zita e Carlos foram colocados em urnas e repousam na Abadia de Muri, enquanto o restante dos restos mortais de Carlos permanece no Funchal, na Madeira. Na cripta imperial da Capela dos Capuchinhos, em Viena, foi instalada uma escultura de busto de Carlos no lugar de um caixão.

## Beatificação

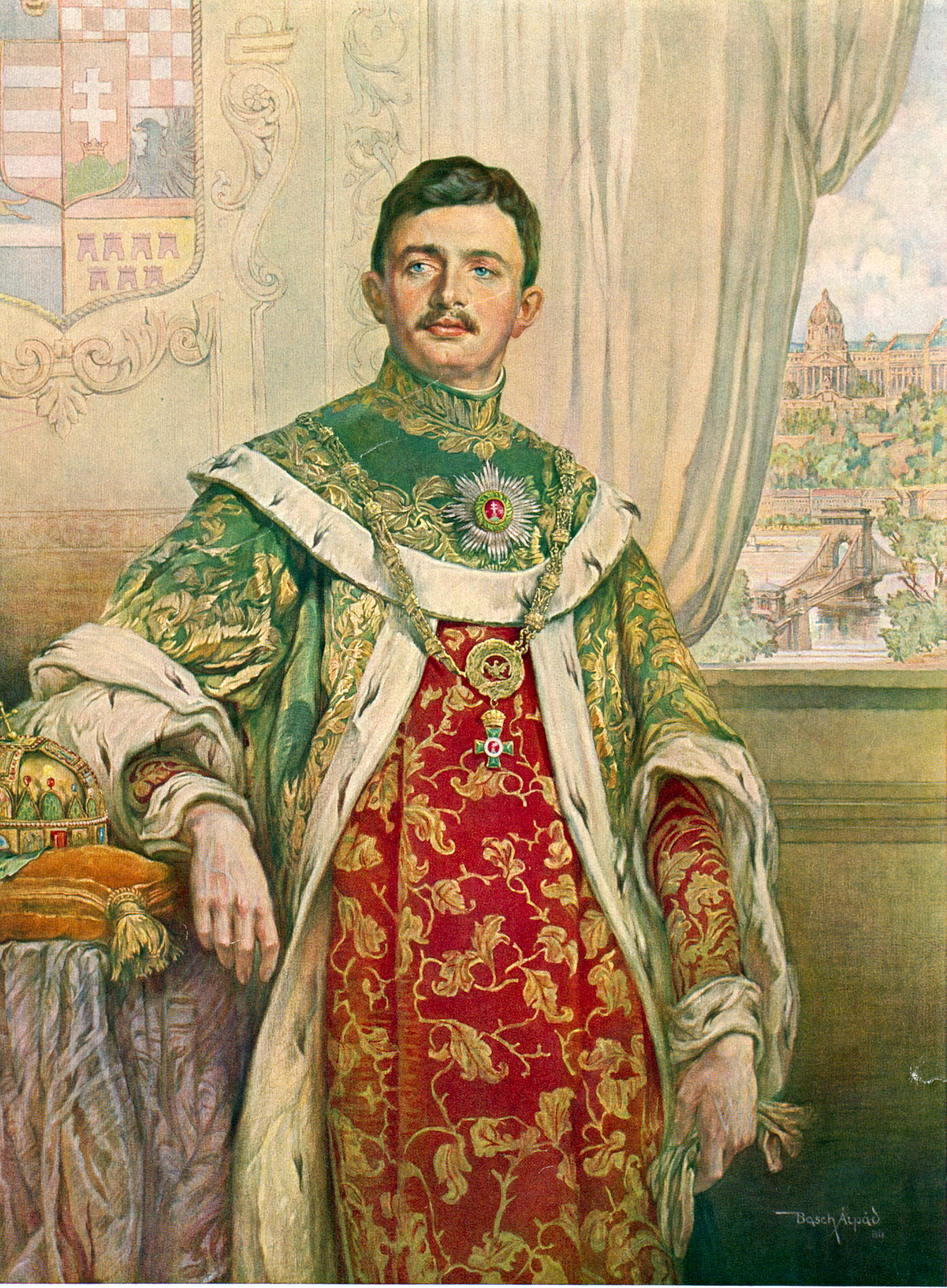
Pintura do Imperador Carlos.

Alguns líderes da Igreja Católica elogiaram Carlos por colocar primeiro sua fé cristã na tomada de decisões políticas, e por seu papel como um pacificador durante a guerra, especialmente depois de 1917. Eles consideraram que o seu governo breve expressa a doutrina social católica romana, e que criou um quadro jurídico social em parte ainda sobrevivente.
O Papa João Paulo II declarou Carlos bem-aventurado em uma cerimônia de beatificação realizada no dia 3 de outubro de 2004. Na ocasião, declarou:
| “ | A tarefa decisiva do cristão consiste em buscar, reconhecer e seguir a vontade de Deus em todas as coisas. O estadista cristão, Carlos da Áustria, enfrentou este desafio todos os dias. Aos seus olhos, a guerra apareceu como "algo terrível". Em meio ao tumulto da Primeira Guerra Mundial, ele se esforçou para promover a iniciativa de paz do meu predecessor, Bento XV. | ” |

Desde o início, Carlos concebeu o seu cargo como um serviço sagrado para seu povo. Sua principal preocupação era seguir a vocação cristã à santidade também em suas ações políticas. Por este motivo, seus pensamentos se voltaram para a assistência social.
A causa ou campanha para a sua canonização começou em 1949, quando o testemunho da sua santidade foi coletado na Arquidiocese de Viena. Em 1954, a causa foi aberta e ele foi declarado servo de Deus, o primeiro passo no processo. A Liga de Oração estabelecida para a promoção da sua causa criou um site, e o cardeal de Viena, Christoph Schönborn, patrocinou a causa.

### Acontecimentos recentes
- Em 14 de abril de 2003, a Congregação do Vaticano para as Causas dos Santos, na presença de João Paulo II, consagrou Carlos por virtudes heróicas, e ele, assim, adquiriu o título de venerável.

- Em 21 de dezembro de 2003, a congregação certifica, com base em três estudos médicos, que um milagre, em 1960, ocorreu por meio da intercessão de Carlos. O milagre atribuído a ele foi a cura cientificamente inexplicável de uma freira brasileira com varizes debilitantes; ela foi capaz de sair da cama depois que ela orou por sua beatificação.[54]

- Em 3 de outubro de 2004, ele foi beatificado pelo Papa João Paulo II. O Papa também declarou em 21 de outubro, a data do casamento em 1911 de Carlos com a princesa Zita, o dia de sua festa. A beatificação causou polêmica porque Carlos supostamente autorizou o exército austro-húngaro a utilizar gás venenoso, durante a Primeira Guerra Mundial.[55][56][57]

- Em 31 de janeiro de 2008, um tribunal da Igreja, após uma investigação de 16 meses, reconheceu formalmente um segundo milagre atribuído a Carlos (necessário para sua canonização como um santo na Igreja Católica). Curiosamente, a cura milagrosa foi alegada por uma mulher da Flórida que não era católica, mas batista. No entanto, devido às suas experiências, converteu-se ao catolicismo pouco depois.[58]

## Casamento e descendência

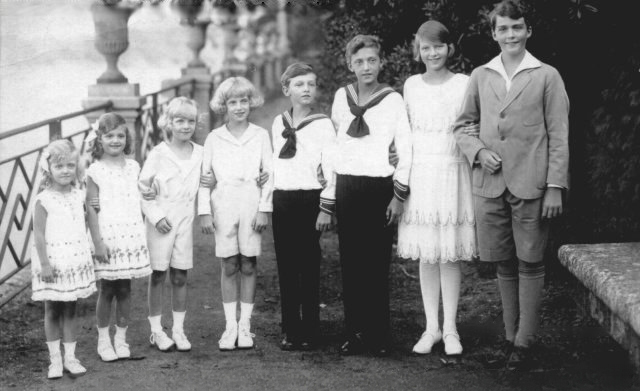
Os filhos de Carlos da Áustria, cerca de 1926

Casou-se em 21 de outubro de 1911 com a princesa Zita de Parma, de quem teve oito filhos:
| Nome                    | Nascimento             | Morte                  | Notas |
| ----------------------- | ---------------------- | ---------------------- | --- |
| Oto de Habsburgo-Lorena | 20 de novembro de 1912 | 04 de julho de 2011    | Herdeiro de Carlos, casou-se em 1951 com a princesa Regina de Saxe-Meiningen, com quem teve sete filhos.                                                                       |
| Adelaide da Áustria     | 3 de janeiro de 1914   | 2 de outubro de 1971   | Morreu solteira. |
| Roberto da Áustria-Este | 8 de fevereiro de 1915 | 7 de fevereiro de 1996 | Casou-se em 1953 com Margarida de Saboia-Aosta. Teve cinco filhos. |
| Félix da Áustria        | 31 de maio de 1916     | 6 de setembro de 2011  | Casou-se em 1952 com a princesa Ana Eugênia de Arenberg, na qual gerou sete filhos.                                                                                            |
| Félix da Áustria        | 10 de março de 1918    | 11 de dezembro de 2007 | Casado em 1950 com a princesa Iolanda de Ligne. Teve quatro filhos. |
| Rodolfo da Áustria      | 5 de setembro de 1919  | 15 maio de 2010        | Casado em 1953 com a condessa Xenia Tschernyschev-Besobrasoff, com quem teve quatro filhos. Casou-se novamente em 1971 a princesa Ana Gabriele de Wrede, com teve uma criança. |
| Carlota da Áustria      | 1 de março de 1921     | 23 julho de 1989       | Casou-se em 1956 com Jorge, Duque de Mecklenbugo-Strelitz.. |
| Isabel da Áustria       | 31 de maio de 1922     | 07 de janeiro de 1993  | Casada em 1949 com o príncipe Henrique Carlos Vicente de Liechtenstein. Teve cinco filhos.                                                                                     |

## Títulos e estilos

### Títulos e estilos
- 17 de agosto de 1887 – 28 de junho de 1914: Sua Alteza Imperial e Real, o Arquiduque Carlos da Áustria, Príncipe da Hungria, Boêmia e Croácia[59]
- 28 de junho de 1914 – 21 de novembro de 1916: Sua Alteza Imperial e Real, o Arquiduque da Áustria-Este
- 21 de novembro de 1916 – 3 de abril de 1919: Sua Majestade Imperial e Real Apostólica, o Imperador da Áustria, Rei Apostólico da Hungria, Boêmia, Croácia, Eslavônia e Dalmácia

O estilo oficial de Carlos como Imperador era: Pela Graça de Deus, Imperador da Áustria, Rei da Hungria, Rei da Boémia, de Dalmácia, Croácia, Eslovênia, Galícia, Lodoméria e Ilíria; Rei de Jerusalém, etc… Arquiduque da Áustria, Grão-Duque de Toscana e Cracóvia, Duque de Lorena e Salzburgo, de Estíria, Caríntia, Carníola e Bucovina; Grão-príncipe da Transilvânia; marquês da Morávia; Duque da Alta e da Baixa Silésia, de Módena, Parma e Placência e Guastalla, de Auschwitz, Zator e Teschen, Friul, Ragusa e Zara; conde de Habsburgo e Tirol, de Ciburgo, Gorízia e Gradisca; Príncipe de Trento e Brixen; marquês da Alta e da Baixa Lusácia e da Ístria; Conde de Hohenems, Feldkirch, Bregenz, Sonnenberg, etc…; Senhor de Trieste, de Cattaro, e de Marca Wendia; Grão Voivoda da Sérvia.

### Honras
- Áustria-Hungria:[59]
  - Cavaleiro do Tosão de Ouro, 1905[60]
  - Grã-Cruz da Ordem Militar de Maria Teresa, 1917[61]
  - Cavaleiro Grande Oficial da Ordem da Cruz do Mérito Militar
  - Medalha de Bronze do Mérito Militar, em fita vermelha, pré-1915; Ouro ("Signum Laudis")
  - Cruz Militar para o 60.º ano do reinado de Francisco José
- Família Grão-ducal da Toscana: Grã-Cruz de São José[62]
- Ordem Soberana e Militar de Malta: Bailiff Grã-Cruz de Honra e Devoção, com Distinção por Jerusalém[63]
- Reino Unido:[59]
  - Grã-Cruz Honorária da Real Ordem Vitoriana
  - Medalha Comemorativa da Coroação do Rei Jorge V
- Reino da Prússia:[59]
  - Cavaleiro da Águia Negra
  - Pour le Mérite (militar), 20 de maio de 1916; com folhas de carvalho, 6 de dezembro de 1916[64]
  - Cruz de Ferro, 1ª e 2ª classes
- Reino da Baviera:
  - Cavaleiro de Santo Huberto, 1908
  - Grã-Cruz da Ordem Militar de Maximiliano José
- Reino da Saxônia:
  - Cavaleiro da Coroa de Arruda[59]
  - Grã-Cruz da Ordem Militar de Santo Henrique
- Bélgica: Grande Cordão da Ordem de Leopoldo[59]
- Mecklemburgo: Grã-Cruz da Coroa Wendish , com Coroa em Minério[59]
- Reino da Bulgária:
  - Cavaleiro dos Santos Cirilo e Metódio[65]
  - Ordem de Bravura , Grau I, 2ª Classe[66]